# Джуруляк
Джуру̀лякът е традиционен български дървен кухненски прибор за „джуркане“ (разбъркване) на гъсти смеси. Представлява дървена пръчка в края на която са кръстосани няколко „перки“ за разбиване. Дръжката се върти между двете ръце. Перките могат да се изработят от отделни дървени заготовки наставени заедно или да са от едно цяло парче дърво заедно с дръжката. Последните най-често са направени от ела или друго иглолистно дърво, като перките представляват естествените разклонения на стъблото.